# Samuta Avea
Samuta Avea, né le 29 octobre 1998 à Murray aux États-Unis, est un joueur américano-samoan de basket-ball. Il évolue au poste d'arrière au Boulazac Basket Dordogne.

## Biographie
Samuta réalise l'ensemble de son cursus universitaire à Hawaï en NCAA avec l'équipe des Rainbow Warriors. 
Il débute ensuite sa carrière professionnelle en BNXT League (le championnat commun de la Belgique et des Pays-Bas) avec les Yoast United. Lors de cette première expérience à l'étranger, il marque au moins 10 points par match dans chacune de ses 12 rencontres et termine avec des moyennes de 16,5 points, 8 rebonds et 17,3 d'évaluation.
Le 26 mars 2024, il signe en tant que pigiste médical de Gérald Ayayi avec le Cholet Basket et termine la saison en quart de finale de playoffs contre le Paris Basketball.
Samuta signe avec le Boulazac Basket Dordogne pour la saison 2024-2025.

## Palmarès
- 2018-2019 : Prix du service communautaire des Rainbow Warriors d'Hawaï
- 2018-2019 : Nommé meilleur universitaire du Big West
- 2019 : Nommé dans l'équipe-type du Outrigger Resorts Rainbow Classic
- 2022-2023 : Co-vainqueur du Prix du service communautaire des Rainbow Warriors[4].
- 2025: Champion de France de Pro B